# Adèle Hugo
Adèle Hugo (24. srpna 1830 Paříž – 21. dubna 1915 Suresnes) byla pátým dítětem a druhou dcerou Victora Huga a Adèle Foucherové), která jako jediná přežila svého otce, ale jejíž duševní stav zapříčinil, že od roku 1872 žila dlouhou dobu v pečovatelském domě. Její životní osudy byly v roce 1975 ztvárněny ve filmu Příběh Adély H.

## Životopis
Adèle Hugo se narodila měsíc po červencové revoluci, v roce, kdy její matka začala vztah se Sainte-Beuvem, který se stal jejím kmotrem.
V roce 1843, ve věku 13 let, utrpěla šok způsobený náhodným utopením čtyř členů její rodiny, včetně její sestry Léopoldine, během plavby na loďce po Seině ve Villequier. Tragédie se odehrála v nepřítomnosti Victora Huga, který byl na cestě do Španělska, a tragickou zprávu se dozvěděl z místních novin v Rochefort-sur-Mer.
V roce 1852 následovala svého otce do exilu na Jersey, poté na Guernsey, a vedla si osobní deník. Přispívale, stejně jako její matka, k propagaci svého otce. Adèle během pobytu v exilu a po smrti své sestry, propadla depresím. S prvními příznaky vážných psychických poruch (psychosomatizace, nervové zhroucení, bludy, vysoké horečky, opakované gastroenteritidy) byla v roce 1858 repatriována do Francie, aby se tam léčila.
V Jersey se již v roce 1854 setkala s britským poručíkem Albertem Pinsonem a zamilovala se do něj. Tato láska však nebyla opětována.
Adèle, která se sama považovala za jeho snoubenku, odmítala nabídky ostatních svých nápadníků k sňatku. Své rodině sdělila, že odjede na Maltu, odplula však do Kanady, aby se setkala s Albertem Pinsonem. Důstojník byl od roku 1861 umístěn v Halifaxu, předtím působil v Bedfordshire. Snažila se ho přesvědčit k sňatku, dokonce se radila s hypnotizérem, aby ho uvrhl do transu a přinutil ke svatbě.
Po celou dobu oznamovala v dopisech rodičům blížící se svatbu. Přestože ji rodina prosila, aby se vrátila kvůli zdravotnímu stavu její matky, ale rozhodla se zůstat v Halifaxu. V září 1863 napsala rodičům, že se konečně provdala za poručíka Pinsona, což Vicor Hugo oznámil v La Gazette de Guernsey. O několik týdnů později vyšel podvod najevo. Adèle zůstala v Kanadě, její matka zemřela na mrtvici v roce 1868.
Následovala poručíka na Barbados, kde o ni pečovala Céline Alvarez Baa. Ta ji nakonec v roce 1872 vzala Adèle do Francie, kde ji otec svěřil do rukou lékařům.
Adèle byla po smrti svého otce v roce 1885 internována v nemocnici v Suresnes v bývalém zámku. Zemřela během první světové války a byla pohřbena na hřbitově ve Villequier spolu se svou matkou a sestrou Léopoldine.

## Dílo
- Le Journal d'Adèle Hugo, ed. Frances Vernor Guille, sv.1-4, Paris, Minard, 1968-2002

## Odkaz v kultuře
- Adèle et la Pacotilleuse, román od Raphaëla Confianta
- Adèle Hugo ou J'ai marché sur la mer, divadelní hra Élisabeth Gentet-Ravasco
- V roce 1975 natočil François Truffaut film podle dvou dílů jejího deníku Příběh Adély H. s Isabelle Adjani v titulní roli.